# UNIQ (音楽グループ)
UNIQ（ユニーク、朝: 유니크）は、2014年にデビューした中国及び韓国の5人のボーイズグループ。所属事務所はYUE HUA Entertainment。
伝説の動物ユニコーン(UNICORN)と様々な個性（UNIQUE）を合わせた、自分達のカラーを見せる唯一無二なチームになりたいという意味が込められている。2016年に中国で限韓令(韓流禁止令）により韓国人の中国国内での芸能活動が困難になってからは、グループとしての活動は休止しメンバーのソロ活動が主となっている。

## 概要
韓国人メンバーのソンジュ、スンヨンはUNIQでのデビュー直前までYGエンターテインメントの練習生であり、YGとYUE HUAエンターテインメントの提携によりUNIQデビュー時に二人はYUE HUAに移籍した。デビューまでUNIQメンバーはYGエンターテイメントと協力してトレーニングを行っている。

## 略歴

### 2014年
- 10月6日　-　公式TwitterよりUNIQUメンバー公開。
- 10月15日　-　デビュー曲「Falling In Love」の予告映像を公開[3]。
- 10月20日　-　デビュー曲「Falling In Love」リリース。
- 12月6日　-　北京市二十一世紀劇院で開催されや授賞式「2015 iQIYIの夜」で「2015年最も期待されるグループ賞」を受賞[4]。

### 2015年
- 4月24日　-　ミニアルバム「EOEO」リリース。
- 7月19日　-　初の日本公演「UNIQ SHOWCASE IN JAPAN」開催[5]。
- 10月18日　-　韓中日3カ国でファンミーティングを開催。（10月18日上海市～）[6]。

### 2016年
- 7月29日　-　メンバーのスンヨン、Luizyとしてコラボ曲リリース[7]。

### 2019年
- 4月8日　-　メンバーのムンハンが中国版正式「PRODUCE 101」である「青春有你」にて最終順位1位を獲得。中国のアイドルグループ「UNINE」としてデビューすることが確定[8]。
- 7月19日　-　メンバーのスンヨンが「PRODUCE X 101」にて最終順位5位を獲得。韓国のアイドルグループ「X1」としてデビューすることが確定。

## メンバー
| メンバー名   | メンバー名 | メンバー名 | 生年月日               | 出身 | ポジション                       | 備考                            |
| カタカナ     | ハングル   | 簡体字     | 生年月日               | 出身 | ポジション                       | 備考                            |
| ------------ | ---------- | ---------- | ---------------------- | ---- | -------------------------------- | ------------------------------- |
| ジェイシェン | 조이쉔     | 周艺轩     | 1990年12月11日（34歳） | 中国 | 中国活動リーダー、サブラッパー   | 現在、中国を拠点にソロ活動中。  |
| ソンジュ     | 김성주     | 金圣柱     | 1994年2月16日（31歳）  | 韓国 | 韓国活動リーダー、メインボーカル | 現在、韓国を拠点にソロ活動中。  |
| ムンハン     | 이문한     | 李汶翰     | 1994年7月22日（30歳）  | 中国 | メインボーカル                   | 現在、中国を拠点にソロ活動中。  |
| スンヨン     | 조승연     | 曹承衍     | 1996年8月5日（28歳）   | 韓国 | メインラッパー、サブボーカル     | 現在「WOODZ」名義でソロ活動中。 |
| イボ         | 왕이보     | 王一博     | 1997年8月5日（27歳）   | 中国 | メインダンサー、リードラッパー   | 現在、中国を拠点にソロ活動中。  |

## 作品

### ミニアルバム
| No. | タイトル             | 収録曲                                                                   | Gaon チャート （週間） | 売上枚数 |
| --- | -------------------- | ------------------------------------------------------------------------ | ---------------------- | -------- |
| 1st | EOEO (2015年4月24日) | 1. EOEO 2. Luv Again 3. Listen To Me 4. Falling In Love 5. Born To Fight | 7位                    | 7,582枚  |

### シングル
- Falling in love  (2014年10月20日)
- Best Friend   (2015年10月26日)
- Happy New Year   (2015年12月28日）
- Happy New Year 2017   (2017年1月28日）
- Next Mistake    (2018年4月19日)
- Monster   (2018年12月24日）

### サウンドトラック
- Born To Fight  (2014年10月23日） ミュータント・タートルズ OST
- Celebrate   (2014年11月7日）  Penguins of Madagascar OST
- Erase Your Little Sadness   (2015年11月23日）  The SpongeBob Movie: Sponge Out of Water OST
- My Dream   （2016年3月24日）  MBA Partners OST
- My Special   （2018年8月3日）  One And Another Him OST